# Asolo
Asolo là một đô thị (comune) thuộc tỉnh Treviso, vùng Veneto, Ý. Đô thị này có diện tích km2, dân số là người (thời điểm năm).